# Sancha Sánchez de Castilla
Sancha Sánchez de Castilla (1006-1027), hija del conde de Castilla Sancho García y su esposa Urraca Gómez, fue condesa consorte de Barcelona y Gerona.

## Matrimonio y descendencia
Se casó en 1021 con el conde de Barcelona Berenguer Ramón I y, fruto de esta unión nacieron:
- Ramón Berenguer I (1023-1076), que sucedió a su padre en el condado de Barcelona y Gerona
- Sancho Berenguer  (m. después de 6 de marzo de 1058), que heredó las tierras de frontera al sur del rio Llobregat con capital en Olérdola, si bien renunció a favor de su hermano el conde Ramón Berenguer cuando entró al monasterio de San Benito de Bages.